# Alfredo Ammendola
Alfredo Ammendola (Piano di Sorrento, ... – ...; fl. XX secolo) è stato un presbitero e letterato italiano.
Insigne dantista, si dedicò all'educazione dei giovani sia come sacerdote sia come insegnante di lettere presso la Scuola Media della sua Piano di Sorrento. Per il suo contributo alla critica dantesca ha avuto riconoscimenti internazionali. 

## Opere
- Appunti danteschi: note critico-estetiche sulla Divina Commedia  (1962)
- Cuore di madre (1963)
- In memoria di mons. Michele Maresca: parroco e preposito della basilica di s. Michele Arcangelo in Piano di Sorrento (1964)
- Niente di nuovo sotto il sole (1964)
- Il dolce nido: romanzo storico su Piano di Sorrento (1965)
- Il mare nella Bibbia: Ricerca nel vecchio e nuovo testamento (1985)
- Piccola storia del santuario della Madonna di Rosella (1987)
- Quattro letture dantesche (1988)
- Brevi cenni storici della Congrega di Spirito dei giovani carottesi, fondata nella cappellina di S. Nicola in Piano di Sorrento il 31 ottobre 1875 (1989)
- Ma "tu" ci credi veramente? (approfondimenti di alcune verità della fede) (1990)